# Belarussischer Fußballpokal 2006/07
Der Belarussische Fußballpokal 2006/07 war die 16. Austragung des belarussischen Pokalwettbewerbs der Männer. Das Finale fand am 27. Mai 2007 im Dinamo-Stadion von Minsk statt. Pokalsieger wurde der FK Dinamo Brest, der sich im Finale gegen Titelverteidiger BATE Baryssau durchsetzte.

## Modus
Im Gegensatz zur Liga wurde der Pokal im Herbst-Frühjahr-Rhythmus ausgetragen. In den ersten zwei Runden wurden die Begegnungen in einem Spiel ausgetragen. Bei unentschiedenem Ausgang wurde zur Ermittlung des Siegers eine Verlängerung gespielt. Stand danach kein Sieger fest, folgte ein Elfmeterschießen. Ab dem Achtelfinale wurden die Sieger in Hin- und Rückspiel ermittelt. Der Pokalsieger qualifizierte sich für den UEFA-Pokal.

## Teilnehmende Teams
| Wyschejschaja Liha (14) | Perschaja Liha (14) | Druhaja Liha (15) | Amatarskaja Liha (3)                                                    |
| --- | --- | --- | ----------------------------------------------------------------------- |
| - BATE Baryssau - Belschyna Babrujsk - FK Dinamo Minsk - FK Daryda - FK Dinamo Brest - FK Homel - Lakamatyu Minsk - MTZ-RIPA Minsk - FK Njoman Hrodna - Dnjapro Mahiljou - Naftan Nawapolazk - FK Schachzjor Salihorsk - FK Tarpeda Schodsina - Lakamatyu Wizebsk | - FK Baranawitschy - FK Bjarosa - Chimik Swetlahorsk - Swjasda BHU Minsk - FK Lida - FK Mikaschewitschy - FK Kamunalnik Slonim - FK Polazk - FK Smarhon - FK Masyr-ZLiN - FK Minsk - Wedrytsch-97 Retschyza - FK Weras Njaswisch - FK Wolna Pinsk | - FK Assipowitschy - Dinamo Belcard Hrodna - FK Horki - FK Kamunalnik Schlobin - FK Kobryn - Liwadyja Dsjarschynsk - FK Sawit Mahiljou - FK Maladsetschna - FK Njoman Masty - FK Orscha-BelAutoService - PMZ Pastawy - FK Snou - FK Palesse Kosenki - Spartak Schklou - Wertikal Kalinkawitschy | - FK Chimik-Asot Hrodna - FK DJuSSch Kirausk - Prazounyja Reserwy Baran |

## 1. Runde
Teilnehmer: 10 Mannschaften der zweiten Liga, 15 Teams aus der dritten Liga und 3 Amateurvereine, die sich über den regionalen Pokal qualifiziert hatten. Die unterklassigen Teams hatten Heimrecht.
| Datum      |                               | Ergebnis              |                               |
| ---------- | ----------------------------- | --------------------- | ----------------------------- |
| 02.07.2006 | Liwadyja Dsjarschynsk (III)   | 1:4                   | Wertikal Kalinkawitschy (III) |
| 05.07.2006 | FK Njoman Masty (III)         | 2:3                   | FK Lida (II)                  |
| 05.07.2006 | FK Kobryn (III)               | 0:1                   | FK Baranawitschy (II)         |
| 05.07.2006 | Prazounyja Reserwy Baran (A)  | 0:4                   | Dinamo Belcard Hrodna (III)   |
| 05.07.2006 | FK Kamunalnik Schlobin (III)  | 6:0                   | PMZ Pastawy (III)             |
| 05.07.2006 | FK Assipowitschy (III)        | 1:0                   | FK Bjarosa (II)               |
| 05.07.2006 | FK Sawit Mahiljou (III)       | 4:0                   | FK Kamunalnik Slonim (II)     |
| 05.07.2006 | Spartak Schklou (III)         | 4:1                   | FK Maladsetschna (III)        |
| 05.07.2006 | FK Horki (III)                | 1:7                   | FK Mikaschewitschy (II)       |
| 05.07.2006 | FK Palesse Kosenki (III)      | 0:3                   | FK Polazk (II)                |
| 05.07.2006 | FK DJuSSch Kirausk (A)        | 2:6                   | FK Wolna Pinsk (II)           |
| 05.07.2006 | FK Snou (III)                 | 1:2                   | Chimik Swetlahorsk (II)       |
| 05.07.2006 | FK Orscha-BelAutaSerwis (III) | 1:2                   | FK Weras Njaswisch (II)       |
| 05.07.2006 | FK Chimik-Asot Hrodna (A)     | 1:1 n. V. (2:3 i. E.) | Wedrytsch-97 Retschyza (II)   |

## 2. Runde
Teilnehmer waren die 14 Sieger der ersten Runde, die 14 Mannschaften der Wyschejschaja Liha 2006 und vier weitere Zweitligisten: FK Minsk, FK Smarhon, FK Masyr-ZliN und Swjasda BHU Minsk. Die unterklassigen Teams hatten Heimrecht.
| Datum      |                               | Ergebnis              |                             |
| ---------- | ----------------------------- | --------------------- | --------------------------- |
| 10.08.2006 | FK Minsk (II)                 | 3:2                   | Naftan Nawapolazk (I)       |
| 10.08.2006 | FK Assipowitschy (III)        | 0:3                   | FK Njoman Hrodna (I)        |
| 10.08.2006 | Chimik Swetlahorsk (II)       | 1:2                   | Dnjapro Mahiljou (I)        |
| 10.08.2006 | FK Wolna Pinsk (II)           | 1:1 n. V. (5:6 i. E.) | FK Tarpeda Schodsina (I)    |
| 10.08.2006 | FK Sawit Mahiljou (III)       | 0:6                   | MTZ-RIPA Minsk (I)          |
| 10.08.2006 | FK Smarhon (II)               | 0:0 n. V. (5:6 i. E.) | FK Dinamo Brest (I)         |
| 10.08.2006 | Dinamo Belcard Hrodna (III)   | 1:2 n. V.             | FK Daryda (I)               |
| 10.08.2006 | FK Kamunalnik Schlobin (III)  | 1:1 n. V. (4:5 i. E.) | FK Schachzjor Salihorsk (I) |
| 10.08.2006 | FK Mikaschewitschy (II)       | 0:2                   | FK Homel (I)                |
| 13.08.2006 | FK Polazk (II)                | 3:1 n. V.             | FK Masyr-ZLiN (II)          |
| 13.08.2006 | FK Weras Njaswisch (II)       | 2:2 n. V. (4:5 i. E.) | Lakamatyu Wizebsk (I)       |
| 13.08.2006 | Spartak Schklou (III)         | 4:0                   | Swjasda BHU Minsk (II)      |
| 13.08.2006 | FK Lida (II)                  | 0:1                   | BATE Baryssau (I)           |
| 13.08.2006 | FK Baranawitschy (II)         | 1:2 n. V.             | Lakamatyu Minsk (I)         |
| 13.08.2006 | Wertikal Kalinkawitschy (III) | 0:4                   | FK Dinamo Minsk (I)         |
| 13.08.2006 | Wedrytsch-97 Retschyza (II)   | 2:2 n. V. (3:0 i. E.) | Belschyna Babrujsk (I)      |

## Achtelfinale
Teilnehmer waren die 16 Sieger der zweiten Runde.
| Datum             |                             | Gesamt |                             | Hinspiel | Rückspiel |
| ----------------- | --------------------------- | ------ | --------------------------- | -------- | --------- |
| 20.09./04.10.2006 | FK Minsk (II)               | 5:2    | Dnjapro Mahiljou (I)        | 5:1      | 0:1       |
| 20.09./04.10.2006 | Spartak Schklou (III)       | 1:6    | MTZ-RIPA Minsk (I)          | 1:3      | 0:3       |
| 20.09./04.10.2006 | FK Dinamo Brest (I)         | 7:2    | Lakamatyu Minsk (I)         | 4:1      | 3:1       |
| 20.09./04.10.2006 | FK Daryda (I)               | 1:4    | BATE Baryssau (I)           | 1:0      | 0:4       |
| 20.09./04.10.2006 | Wedrytsch-97 Retschyza (II) | 0:7    | FK Dinamo Minsk (I)         | 0:4      | 0:3       |
| 20.09./04.10.2006 | FK Polazk (II)              | 1:2    | FK Tarpeda Schodsina (I)    | 1:0      | 0:2       |
| 20.09./04.10.2006 | Lakamatyu Wizebsk (I)       | 2:5    | FK Schachzjor Salihorsk (I) | 1:1      | 1:4       |
| 20.09./04.10.2006 | FK Homel (I)                | 1:5    | FK Njoman Hrodna (I)        | 0:2      | 1:3       |

## Viertelfinale
| Datum          |                             | Gesamt |                          | Hinspiel | Rückspiel |
| -------------- | --------------------------- | ------ | ------------------------ | -------- | --------- |
| 01./05.04.2007 | MTZ-RIPA Minsk (I)          | 1:3    | BATE Baryssau (I)        | 1:2      | 0:1       |
| 01./05.04.2007 | FK Minsk (II)               | 2:1    | FK Tarpeda Schodsina (I) | 1:1      | 1:0       |
| 01./05.04.2007 | FK Schachzjor Salihorsk (I) | 1:6    | FK Dinamo Brest (I)      | 0:2      | 1:4       |
| 01./05.04.2007 | FK Njoman Hrodna (I)        | 4:2    | FK Dinamo Minsk (I)      | 1:2      | 3:0       |

## Halbfinale
| Datum             |                     | Gesamt |                      | Hinspiel | Rückspiel |
| ----------------- | ------------------- | ------ | -------------------- | -------- | --------- |
| 10.04./02.05.2007 | FK Minsk (I)        | 0:2    | BATE Baryssau (I)    | 0:1      | 0:1       |
| 10.04./02.05.2007 | FK Dinamo Brest (I) | 4:3    | FK Njoman Hrodna (I) | 2:2      | 2:1       |

## Finale
| Paarung         | FK Dinamo Brest – BATE Baryssau |
| Ergebnis        | 0:0 n. V., 4:3 i. E, |
| Datum           | 27. Mai 2007 |
| Stadion         | Dinamo-Stadion, Minsk |
| Zuschauer       | 9.500 |
| Schiedsrichter  | Aljaksandr Tschebykin |
| Tore            | Elfmeterschießen: 1:0 Dsmitryj Masaleuski 1:1 Henads Blisnjuk 2:1 Andrej Zewan 2:2 Wital Radsiwonau 3:2 Aljaksandr Waladsko 3:3 Sjarhej Krywez Roman Goginaschwili (Pfosten) Ihar Stasewitsch (gehalten) 4:3 Wiktar Sokal Aljaksandr Fjedarowitsch (gehalten)                                                             |
| FK Dinamo Brest | Jury Zyhalka – Uladsimir Schtscherba, Aleksej Schtschigolew, Wital Panasjuk, Roman Koz – Aljaksandr Waladsko, Sjarhej Kosak (79. Roman Goginaschwili), Wadsim Dsemidowitsch (64. Andrej Zewan), Wiktar Sokal – Andrej Tschistyj (61. Roman Schersch), Dsmitryj Masaleuski Cheftrainer: Uladsimir Hewarkjan                |
| BATE Baryssau   | Aljaksandr Fjedarowitsch – Anri Chagusch (84. Jehor Filipenka), Arzjom Radskou, Witalij Kasanzew, Jury Astrawych, Pawel Platonau (37. Sjarhej Krywez), Dsmitryj Lichtarowitsch, Aljaksandr Jermakowitsch (67. Maksim Schawnertschyk), Ihar Stasewitsch – Wital Radsiwonau, Henads Blisnjuk Cheftrainer: Ihar Krywuschenka |
| Gelbe Karten    | Roman Koz – Arzjom Radskou, Dsmitryj Lichtarowitsch |